# An Historical Relation of the Island Ceylon

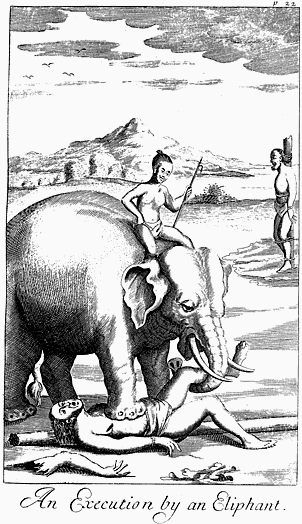
Representação de uma execução por um elefante, de A Historical Relation of the Island Ceylon

An Historical Relation of the Island Ceylon together With somewhat Concerning Severall Remarkable passages of my life that hath hapned since my Deliverance out of Captivity é um livro escrito pelo comerciante e marinheiro inglês Robert Knox em 1681. Ele descreve suas experiências alguns anos antes na Ásia Meridional, agora mais conhecida como Sri Lanka. Ele fornece um dos relatos contemporâneos mais importantes da vida do Ceilão no século XVII.
Knox passou 19 anos no Ceilão depois de ser preso pelo rei Râjasinha II do Sri Lanka. Ele sobreviveu tricotando bonés, vendendo mercadorias e emprestando arroz e milho. Ele finalmente escapou com um companheiro em 1679 e chegou a Arippu, um assentamento holandês na costa noroeste da ilha, de onde conseguiu voltar para a Inglaterra em 1680.
O livro foi escrito durante a viagem para a Inglaterra. Chegou ao conhecimento dos empregadores de Knox, os diretores da Companhia Britânica das Índias Orientais, que recomendaram sua publicação. O historiador e biógrafo John Strype, primo de Knox, ajudou-o a preparar o livro para publicação com o incentivo do filósofo e polímata natural Robert Hooke. Foi impresso por Richard Chiswell, o impressor da Royal Society, sob as impressões da sociedade e da empresa. Quando o livro foi publicado em 1681, ele foi amplamente lido e foi traduzido durante a vida de Knox para as edições em alemão (1689), holandês (1692) e francês (1693). Tornou Knox famoso internacionalmente e foi uma grande influência nas obras de Daniel Defoe, Robinson Crusoe e Captain Singleton, que se baseiam nas experiências de Knox.

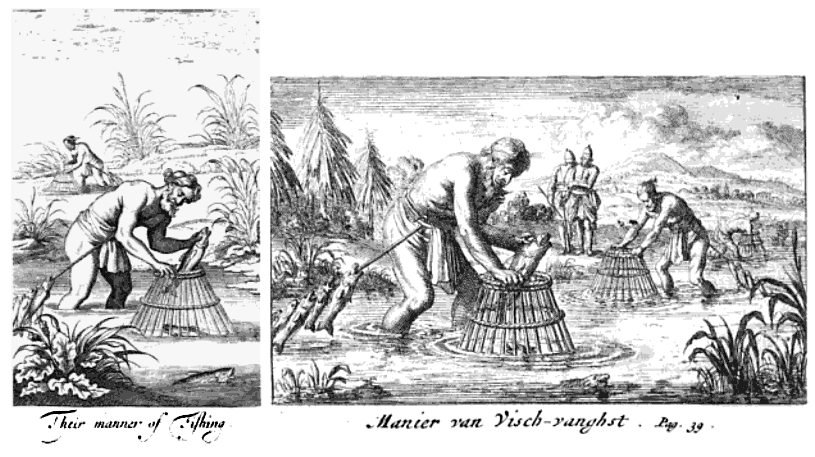
"Sua maneira de pescar". Gravuras das edições de 1681 (inglês) e 1692 (holandês) de An Historical Relation

A obra possui uma importância literária mais ampla ao influenciar o desenvolvimento do romance em inglês. Knox usa linguagem direta e idiomática para fornecer descrições detalhadas da realidade factual que ele viu durante seu tempo no Ceilão. Ele pinta um retrato de si mesmo como um indivíduo prático, auto-suficiente e robusto, muito parecido com o marinheiro naufragado de Defoe. O livro é de fundamental importância como fonte para a história econômica e a antropologia do Ceilão durante esse período devido à objetividade e detalhes do texto, em que Knox fornece descrições observadas de perto da topografia, vida econômica e social cingalesa, características e condições culturais no reino de Kandy. Está dividido em quatro partes; os três primeiros descrevem o reino de Kandy, e a parte final detalha a fuga de Knox do cativeiro.
O prefácio fornece mapas e descrições da vida real e rural tâmil no país Vanni, onde ele encontrou o norte e o leste da ilha. O livro é acompanhado por dezessete gravuras em chapa de cobre de proveniência desconhecida para ilustrar os tópicos abordados por Knox. As gravuras não são particularmente realizadas artisticamente, mas elas se encaixam bem no texto. No entanto, o artista sofre evidentemente por não ter visto seus assuntos; H. A. I. Goonetileke comenta que "os animais estão próximos de caricaturas e os seres humanos obviamente se baseiam em modelos europeus mais familiares". As edições não inglesas do livro imitam ou adaptam as gravuras inglesas originais. A edição holandesa, por exemplo, incorpora gravuras de Jan Luyken, baseadas nos originais ingleses, mas oferecem um ambiente mais animado, com cenários mais detalhados de prédios e paisagens.